# Аилоке
Аилоке (итал. Ailoche) је насеље у Италији у округу Бијела, региону Пијемонт.
Према процени из 2011. у насељу је живело 69 становника. Насеље се налази на надморској висини од 540 м.

## Становништво
Према резултатима пописа становништва 2011. у општини је живело 330 становника.
| 1931. | 1936. | 1951. | 1961. | 1971. | 1981. | 1991. | 2001. | 2011. |
| ----- | ----- | ----- | ----- | ----- | ----- | ----- | ----- | ----- |
| 478   | 432   | 472   | 390   | 336   | 383   | 333   | 317   | 330   |